# Історія Тетієва
Теті́їв — місто в Україні, районний центр Київської області.

## Витоки
Перші людські поселення на території сучасного Тетієва виникли у давні часи. Історики вважають, що за часів Київської Русі тут було місто Тимошня, яке знаходилося на лівому березі річки Роська біля водоспаду Скала. Це видно по рештках стародавнього городища та валу, яким воно було обнесене. Сліди цього круглого валу збереглися до наших днів на Слободі (передмістя Тетієва).
У місті жили греки, які вели торгівлю зі слов'янським населенням. Греки мали свою церкву, де зараз височить стародавня «Червона» могила.
Назву міста Тетіїв історики виводять від імені половецького хана Тетія, якого згадують в літописі від 1185 року[джерело?].
У 1240 році татаро-монгольські завойовники зруйнували і спустошили численні поселення на правому березі Дніпра, в тому числі і Тетіїв.

## Литовсько-польський період
У XVI столітті Київщина (в тому числі і Тетіїв) ввійшли до складу Великого князівства Литовського. З документів за 1514 рік видно, що землями Тетієва володіли литовські вельможі Іван і Андрій Кошли.
Землями Тетієва в 1596 році заволодів один з найбільших українських магнатів Костянтин Острозький, а в 1602 році вони дістались його сину Янушу, Якому в 1620 році належало вже 2760 сіл, 80 міст і містечок.
Навколо замку володарі Тетієва оселяють втікачів-селян, міщан і козаків, що прибували в цю місцевість в західних районів Волині, північної Київщини. Наприкінці 16 ст. Тетіїв обростає селами: Слобода, Плоханівка, Снігурівка. В 1606 році завдячуючи Янушу Острозькому Тетієву надано Магдебурзьке право і герб, місто отримує своє самоврядування. На території Тетієва, крім селян проживало кілька сотень козаків, економічне становище яких було трохи кращим, ніж становище селян.

## Хмельниччина

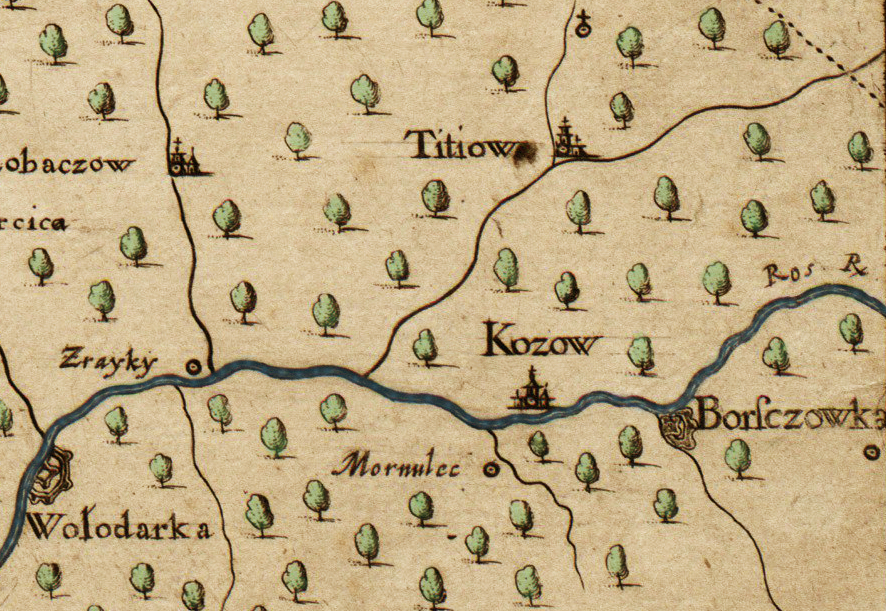
Тетіїв на мапі Боплана (1650)

Жорсткий феодально-кріпосницький гніт і національно-релігійне гноблення, якого зазнавало населення Тетієва, зумовило його активну участь у визвольній війні 1648—1654 рр. під проводом Б.Хмельницького. У 1648 році тетіївці сформували 4-ту сотню козаків на чолі з сотником Феськом Федченком, хорунжим Стасем. За даними Зборівського миру Тетіївська сотня у складі 79 чоловік входила до Кальницького полку.
Під час походу на Волинь Богдан Хмельницький зупинився в Тетієві. Його козаки неодноразово займали містечко.
Після Андрусівського перемир'я 1667 року Тетіїв залишається в складі Речі Посполитої, а в 1681—1683 роках був під владою Туреччини. За часів її перебування він перетворився на пустир. Уроку 1709 Іван Мазепа, заморений тяжкою недугою зупинився в лісі біля Тетієва (нині невеличкий лісок Мазепинці). Легенда говорить що лишив Мазепа там скарб, втікаючи від переслідування і наздоганяючи шведського короля Карла 12. У 1711 році Тетіїв знову переходить у володіння польського магната Януша Сангушко.
У 1787 році власниця Тетіїва Людвіка Ледуховська (Денхоф) приймала у себе в маєтку останнього польського короля Станіслава Августа, який прямував до Канєва.

## Гайдамаччина
Доведені до розпачу тяжким гнітом тетіївці були активними учасниками гайдамацького руху, який ширився в 30-60 роках 18.ст. Про це свідчать численні документи, могили, що і досі височать на полях.
19 липня 1768 року гайдамацький загін на чолі з козаком Серединенком оволодів містечком Тетієвом, розправився з шляхтою, яка з'їхалась сюди з навколишніх маєтків, а здобуте майно роздав бідним міщанам і селянам.
До загону Серединенка приєдналось багато місцевих жителів, особливо молоді. Це дало можливість утворити ще кілька повстанських загонів, що стали табором в навколишніх лісах. Загін з тетіївським козаком Фургульцем зайняв П'ятигори, Кашперівку, Жашків і Житники загін на чолі з тетієвцями Дяченком і Пташником взяв Погребище і Борщагівку.
Проте повстанці недовго втримували Тетіїв, який незабаром був захоплений польськими військами на чолі з капітаном Маліцьким. Цілий тиждень поляки «втихомирювали» народ: прив'язували до стовпів, сікли батогами, грабували. Кілька разів Тетіїв переходив з рук в руки і, нарешті, війська Катерини ІІ, вступили в Тетіїв, придушивши повстання.
За рішенням шляхетського суду на шибениці було страчено до 1000 місцевих жителів, що брали участь у повстанні. Серед страчених Стецько Нечипоренко, Тишко Козак, Іван Снігурівський та багато інших. Цим судилищем у Тетієві керував Дзевчипольський, який придумав найжорстокіші тортури.
Трупами повстанців наповняли яму, яка виросла у велику могилу при в'їзді від села Росішки. Вона і тепер нагадує сучасникам про героїчну боротьбу їх предків.

## У складі Російської імперії
Після з'єднання в 1793 році Правобережної України з Росією, Тетіїв входить до складу Пятигірського повіту, а з 22 листопада 1800 року Тетіїв — волосне містечко Таращанського повіту Київської губернії.
За даними на 1851 рік тут діяли гуральня, пивоварний і цегляний заводи, які виробляли продукції на 870 карбованців. У 1853 році за офіційними даними тут проживало 4488 чоловік.
Тетіївщина належала до району, який спеціалізувався на виробництві сільськогосподарської продукції, тому наприкінці 19 ст. промисловість була розвинута дуже слабо. Під час революції 1905 року в економіці Тетіївської волості прокотилася хвиля страйків сільськогосподарських робітників, які вимагали підвищення заробітної плати, поліпшення умов життя. Ці заворушення в Тетієві були придушені за допомогою козаків. 17 учасників страйків кинуто у в'язницю. В роки першої світової війни більшість чоловіків було мобілізовано в армію.

## Революція
З формуванням державних органів Тимчасового уряду Центральна Рада, що була створена Україні в березні 1917 року, почала формувати свої територіальні органи у містах та містечках України. У Тетієві і селах були організовані вибори до народної ради, у яких взяли участь мещканці міста та прилеглих сіл під тиском і залякуваннями нової влади. Були створені загони типу вільного козацтва та комітет «Української селянської спілки».

Протягом 1919—1920 років Тетієвом прокотилася хвиля єврейських погромів, у яких загинуло понад 4 тисячі осіб. Після цього, велику частину населення якого тоді становили євреї, було створено загін єврейської самооборони, який очолював Гірш Турій, Але із захопленням міста більшовиками, у складі загонів яких були не лише власне росіяни, а й  багато найманців: китайців, мадяр, латишів... Тоді ж багато євреїв загинуло через певним чином політичні ігрища російських загарбників, що намагалися захопити та встановити нову владу у Тетієві й, не гребуючи нічим, вбивали євреїв Тетієва, звинувачуючи у цих злочинах повстанців, що намагалися вибороти і захистити українську незалежніть. У червні 2020 р. силами місцевих активістів у місті був зведений пам'ятний знак жертвам погромів 1919—1920 рр.[неавторитетне джерело].

## Друга світова війна

### Тетіївщина в умовах окупаційного режиму
Війна докотилася до Тетіївщини в липні 1941 року. Одна із мешканок згадує прихід німців:
|  | Через кілька днів змоторизована німецька армія вже просувалась повз нашу хату, тим же шляхом, яким менш ніж два роки тому гуркотіли танки Червоної армії. Різниця була тільки у напрямку: німці їхали із заходу на схід. За два дні до приходу німців кілька енкаведистів, що безладно тікали бездоріжжям, прямуючи із заходу на схід. напоролись у полі на наших двох молодих хлопців, які відразу постріляли їх. І власне саме ці похорони останніх у Тетієві представників більшовицького терору якраз збіглися з появою німців. Своїм спорядженням і воєнною технікою німецька армія справила на селян сильне враження. Куди там було до них рівнятись Червоній армії, що полишала вздовж доріг зламані танки. Перші німецькі вояки спочатку ставились до населення привітно і люди віддячували їм тим самим, сподіваючись на краще життя, без пафосних похоронів, які тільки-но відбулися. |

Але сталося не так як гадалось. Вже17 липня 1941 року містечко Тетіїв та прилеглі села були окуповані німцями. На території району був встановлений «новий порядок» (порядок, який відзначився системою масового знищення людей, пограбуваннями та експлуатацією людей). Нацисти грабували населення, забирали все: худобу та продукти харчування, силою та погрозами примушували працювати на полях та підприємствах для отримання продукції, що вивозили до Німеччини. На той час Тетіївщина мала добре налагоджену роботу до десятка заводів, колгоспи утворювали густу сільськогосподарську мережу, яка покривала повністю весь район. Німці це стали активно використовувати у своїх «великих» справах збагачення нацистської держави.
Молодих та здорових юнаків та дівчат насильно забирали та вантажили у товарні потяги і, наче худобу, перевозили на примусові роботи до «фатерлянду». Але хвиля руху опору, що завжди палала  у серцях тетіївчан, швидко спалахнула з новою силою. Люди на німців працювали абияк, часто не виходили не роботу, виводили з ладу верстати і обладнання, зривали виконання завдань німців.
Селяни відмовлялись виходити в поле, псували хліб та інше продовольство, саботували його вивезення до Німеччини. Поступово пасивні форми опору переростали в активні, молодь тікала у ліси до партизанів, щоб не їхати до Німеччини та мати можливість боротися з окупантами.
Припинилась робота шкіл району. Хоча німці силою примушували вчителів викладати за німецькою програмою, але їм це не вдалося. Для ефективної експлуатації населення німці залишили дієвою колгоспну систему. Приватна торгівля, окрім базарів та кооперативної організації, була заборонена. Промисловість не відбудовувалась.
Ось як ці події описує очевидець, письменник М. Кравчук у своїй новелі «Окупація»:
|  | … Уже сьомий день серединою вулиці сунуло незнайоме німецьке військо. Я сидів на споришевому згірку під безом і, дивлячись на дорогу, ніяк не міг позбутися важкого подиву: ще кілька днів тому радіо показувало про нашу переможну армію, на базарі були розклеєні карикатури на Гітлера і містечко було повне наших танків, гармат, кінноти, а сьогодні розжареною сошею, шкрябаючи по камінню кованими чобітьми, йшли німці — ті самі намальовані фашисти. Як же воно несподівано трапилось? Солдати їхали машинами, мотоциклами, велосипедами, йшли довгими колонами, несучи на собі, крім зброї, так багато всякої амуніції (у наших армійців такого не було), що лишалося тільки дивуватися з того, як можна все це донести та ще й при немилосердному сонці. Чогось особливо вражав мене кінний обоз — високо колісні зелені безтарки, запряжені небаченим у нас величезними переважно каштанової масті з урізаними хвостами кіньми, що впевнено кресали широкими, як кашкети, підковами по моєму рідному камінні… |

А ось спогади мешканки Тетієва Олександри Макарівни Гаврилюк (до шлюбу Шмаркатюк, її батько Макар Пилипович Шмаркатюк активний учасник постанських виступів 1919-1920 рр. проти злочинної і загарбницької політики більшовиків) про прихід німців: "У перших числах липня (точно не пам'ятаю) близько 3-4 години ночі німці привезли у лікарню багато своїх поранених. Їх було дуже багато і ліжок для них не вистачало. Тоді вирішили навезти соломи і всіх їх вкладали у коридорах. Всі поранені були у важкому стані та дуже зморені, руки та ноги у багнюці та крові. Пташнікова Марія принесла хліб та масло для них, але не всі вони могли їсти − були дуже стомлені, у тяжкому фізичному стані, а, головне, важко поранені. У багатьох з них були сильні кровотечі. Коли їх привезли, то зразу викликали весь медперсонал лікарні і, навіть мене, хоча я на той час не працювала у лікарні через хворобу матері, але наша хата стояла майже навпроти лікарні, то й мене з переляку покликали. На виклик прийшли не всі працівники лікарні, а я змушена була прийти, тому що боялася за себе та за можливе покарання матері та братів. У лікарні нам допомагали хворі, які були на той час у лікарні, — колишні в'язні, які працювали до початку війни на будівництві аеродрому біля села Денихівки. Багато хто з медсестер, мабуть, дуже боялися німців тому й не прийшли зовсім. Боялася і я, але це нікого не цікавило — треба було доглядати поранених. Німці розпорядилися вивести та винести всіх хворих з хірургічного та пологового відділень, захопили аптеку, поставили охорону по всій лікарні. Всіх наших хворих наказали забрати будь-куди. Було вирішено перевести їх у стайню радгоспу (там вже були наші поранені). Було дуже важко працювати без відпочинку та й моя мати та малі брати потребували догляду, тоді я вирішила щось зробити собі, щоб німці не залучали мене для догляду за своїми пораненими. У нас був сусід − Семен Гладун і у нього я попросила трохи рідини, яку наливають в акумулятори. Цією рідиною я зробила собі опік на обличчі — намазала її собі на щоки біля носа та трохи й носа. Було дуже боляче, з'явилися пухирі, але це, як мені здавалося, було недостатньо. Тому я почала палити папір на тарілці, від якого утворювалося клейка коричнева густа рідина, якою я змазувала опіки на обличчі. У результаті рани на моєму обличчі набули страшного вигляду. Наступного дня прислали за мною німців, щоб я йшла до лікарні доглядати за пораненими. До них вийшов мій брат Гриша (1920 року народження) і, коли він сказав їм, що я захворіла, то вони розлютилися і дуже його побили, попри те, що він був калікою — у дитинстві стрибнув з дерева і без милиць не міг ходити. Я ж вдавала, що дуже хвора (лежала у ліжку), моє обличчя було страшенно понівечене опіками. Подивившись на мене, вони пішли з хати геть.

### Діяльність підпілля
У серпні 1941 року в районі було створено підпільний райком партії. Його очолив секретар РК КП(б)У Петро Васильович Цвєтков. Під його керівництвом діяло п'ять підпільних організацій: у Тетієві, Голодьках, Черепині, Кашперівці та Ненадисі, у складі яких налічувалося 57 її членів. Вони вели антифашистку агітацію, розповсюджували повідомлення Радінформбюро, листівки, організовували допомогу радянським воїнам, що вибиралися з оточення, направляли їх у партизанські загони. Так, у листівці, надрукованій у серпні 1942 року, підпільники закликали населення району знищувати сільськогосподарську техніку, розбирати хліб, підривати мости і залізниці.
Гітлерівці всіляко намагалися натрапити на слід підпільників. Весною 1942 року їм вдалося заарештувати учасників підпільного руху Лаврентія Васильовича Каргалуцького та Клару Абрамівну Сіміс. Але знущання та тортури не змогли примусити виказати своїх товаришів. Німці закатували їх, як і ще 13 чоловік пов'язаних з підпіллям, та марно.
Починаючи з жовтня 1941 року на території району почала діяти ще одна підпільна група в селі Денихівка під керівництвом Йосипа Лаврентійовича Мукомела.
У кінці листопада 1941 року Й. Л. Мукомел познайомився з Василем Шкільнюком, який запросив його до себе в Дібрівку, де познайомив з П. В. Цвєтковим.
Йосип Лаврентійович допомагав у доправленні гвинтівок до партизанського загону Георгія Кулагіна. Згодом Й. Л. Мукомел влаштувався на цукровий завод експедитором. Саме завдяки цьому він їздив у Шепетівку через Київ з тетіївськими листівками.
У лютому 1942 року Й. Л. Мукомел поїхав у Черкаси з листівками. Звідти — у Київ, де дістав чотири міни, які згодом підклали під німецький потяг, що перевозив автомашинами.
Група Й. Л. Мукомела проводила диверсії на залізницях, цукрозаводі, організовувала виготовлення фальшивих довідок, за допомогою яких молодь мала можливість звільнялася від примусового виїзду до Німеччини.
У грудні 1942 року було організовано партизанський загін, який перебазувався до лісу. Проте сам П. В. Цвєтков не встиг перейти до партизанів. Він та В. Н. Ножкін були оточені на конспіративній квартирі Домни Білозор в Голодьках та загинули в нерівному бою.
На території Тетіївського району діяли також загін під керівництвом П. І. Томчай (Кашперівка) та партизанський загін І. Калашникова (Клюки, Денихівка, Стадниця). Вони проводили диверсії на цукровому заводі, знищували сільськогосподарське устаткування, всіляко перешкоджали німцям вивозити хліб та людей.
Робота підпільників тривала і в 1943 році: у січні було налагожжено зв'язок із Жашківським підпіллям. У Денихівці підпільники налагодили дружні стосунки з двома німцями, які допомогли загону Й. Л. Мукомела дістати 41 перепустку, що у подальшій підпільній роботі не раз їх виручали.
У цей час фронт все наближався до Тетіївщини. Зі сходу постійно доносився гуркіт канонад.

### Внесок тетіївчан у розгром нацистських армій
У ніч з 31 грудня на 1 січня радянські воїни 240-ї та 155-ї стрілецьких дивізій звільнили Тетіїв…
Відступаючи, фашисти намагалися знищити все, що лишилось. Хотіли, щоб радянським військам не було де зупинитись чи поповнити запаси.
Так, вранці 23 грудня 1943 року німці оточили хутір Тельман, що у Володарському районі, та, зігнавши усіх жителів до трьох хат, всіх їх розстріляли, а хати спалили. Із 136 зігнаних, залишилась в живих лише одна жінка — Тетяна Циганенко.
У селі Тарасівка, у хаті місцевої жительки на горищі поранений командир партизанського загону «Іскра» Г. Кулагін проводив нараду керівників партизанських груп. Зверталась увага, що відступаючий ворог може вчинити таку ж розправу і жителями Тарасівки та інших сіл. Адже було відомо, що багато з них допомагали партизанам, та й самі були учасниками партизанського руху. Радість визволення докотилась до тетіївчан у новорічну ніч, але 1 січня об'єднаний загін народних месників мав вирушити у Денихівку, де німецькі окупанти замінували цукровий завод і завдяки діям підпільників підприємство було врятовано. Потім двома групами попрямували до Стадниці, де їм вдалося захопити німецький бронетранспортер, автомашину, понад двадцять німецьких вояків.
Штаб розмістили на явочній квартирі Кулаківських. У ніч на 3 січня 1944 року Микола Каменський був посланий у розвідку до Тарасівки. Та по дорозі він зустрів біженців з дітьми, які говорили, що німці мають намір спалити село. Микола повернувся до штабу і на світанку 3 січня народні месники захопили німців і село було врятоване.
Також у визволенні нашого району брали участь воїни Чехословацького корпусу Людвіга Свободи.
Воїни Червоної Армії залишалися на території району до середини березня 1944 року у зв'язку із Корсунь-Шевченківською битвою. У районі Турського лісу були жорстокі бої між радянською армією й німецькими військами, які намагалися вирватися з оточення в напрямку Оратів-Вінниця.

### Герої війни
Всі в тетіївському районі знають своїх героїв. Але зараз я хочу перелічити не лише тих, кого офіційно затверджують національними героями, а й тих хто на фоні війни зумів навчати дітей, хто також брав участь у війні. Це освітяни Тетіївщини, учасники Другої світової війни.

##### Олександр Андрійович Артюх
У червні 1944 року призначений на посаду військового керівника Снігурівської школи Тетіївського району. Із вересня 1945 року до виходу на пенсію 33 роки працював військовим керівником П'ятигорської середньої школи. Водночас був командиром навчального пункту з підготовки допризивної молоді до служби в Радянській Армії.

##### Ілля Ілліч Бевза
Після війни працював директором і вчителем Голодьківської початкової школи, викладав у Голодьківській середній школі. Вчив людей не лише науки, а й любові до життя, людяності, ненависті до війни.

##### Андрій Лаврентійович Буркало
У 1944—1955 роках працював директором Росішківської семирічної школи і викладав географію.
Фелікс Войцехович Дідківський
Із 1935 року працював у неповній середній школі села Бурківці.

##### Микита Іванович Дмитрук
Одержав призначення на посаду вчителя у плоханівській школі.

##### Іван Григорович Михайлик
З 1947 року працював учителем 32 роки в селах Галайки та П'ятигори.

##### Олександр Калістратович Слободяник
Після війни завідує початковою школою в селі Софіполь, з 1949 року до 1952 року — директор ненадихівської восьмирічної школи. 1952 рік — завідувач рай методкабінетом і голова профспілки вчителів. 1953—1955 роках — завідувач райвно. У 1955—1975 роках Олександр Калістратович працює вчителем російської мови та літератури, директором школи, знову обіймає посаду завідувача рай методкабінетом.
3 січня 1944 року воїни 155 Червонопрапорної Станіславської стрілецької дивізії звільнили Тетіїв від німецько-фашистської окупації. Відстоюючи свою батьківщину, тетіївці хоробро боролися на фронтах. До 10 000 нагороджено бойовими орденами і медалями. Понад 3300 чоловік тетіївці загинуло в боях.
Указом Президії Верховної Ради УРСР від 18 березня 1968 року Тетіїв віднесено до категорії міста-героя.
Члени підпільних партизанських загонів, які допомагали партизанам у їх боротьбі з ворогом та постраждали за їх ніби-то добровільну співпрацю із ворогами-окупантами:
Кирило Синявський
Протягом 1942-1943 років за завданням П. В. Цвєткова, під керівництвом якого діяло п'ять підпільних організацій: у Тетієві, Голодьках, Черепині, Кашперівці та Ненадисі, у складі яких налічувалося 57 її членів, які вели антифашистку агітацію, розповсюджували повідомлення Радінформбюро, листівки, організовували допомогу радянським воїнам, що вибиралися з оточення, направляли їх у партизанські загони, Кирило Синявський згодився на пропозцію шанованої людини працювти старостою в с. Дібрівка (де він і проживав), чим забезпечував підпільників, передаючи особисто через П.В. Цвєткова, потрібну для них інформацію про плани та рух окупантів, що загарбали Тетіївщину, допомагав в організації диверсій на залізниці, інформував підпільників про злочинну діяльність окупантів, брав активну участь у підготовці довідок для молоді, що давали можливість звільнятися їм від примусового вивезення до Німеччини. Але після загибелі  П.В. Цвєткова у грудні 1942 року К. Синявський залишився без зв'язку з підпільниками і згодом, після закінчення війни, був обвинувачений у співпраці з фашистами.